# Capleton
Capleton, właśc. Clifton George Bailey III (ur. 13 kwietnia 1967 w Islington) – jamajski wokalista, wykonawca muzyki reggae i dancehall, znany również jako King Shango, King David, The Fireman oraz The Prophet.

## Życiorys
Urodził się w niewielkiej miejscowości Islington w regionie Saint Mary. Mając kilkanaście lat występował z lokalnymi soundsystemami jako singjay. Jego największymi muzycznymi idolami młodości byli Wailersi Boba Marleya oraz DJ dancehallowy, Papa San. Pseudonim artystyczny nadali mu jeszcze koledzy z dzieciństwa, kiedy to chciał załagodzić sprzeczkę wśród rówieśników i został przez nich porównany do znanego w okolicy adwokata nazwiskiem Capleton. Porównanie to było tym trafniejsze, że podobnie jak ów prawnik, młody Clifton potrafił posługiwać się bardzo ciętym językiem.
W wieku 18 lat w nadziei na rozwój kariery przeprowadził się do stolicy kraju, Kingston. Tam jego talent został dostrzeżony przez Stewarta Browna, właściciela toronckiego soundsystemu African Star (a także wytwórni o tej samej nazwie), który w 1989 roku zaprosił młodego wykonawcę na trasę koncertową w Kanadzie. Capleton występował podczas niej na jednej scenie z takimi gwiazdami ówczesnego dancehallu jak Ninjaman, Flourgan czy Colin Roach. Bardzo udane tournée nie uszło uwadze znanego jamajskiego producenta Phillipa "Fatisa" Burrella, który nakładem swojej wytwórni X-Terminator Records wydał jego pierwszy singel pt. "Bumbo Red". Choć ze względu na ostre seksualne podteksty grania piosenki odmówiło jamajskie radio, szybko stała się ona przebojem na wyspie. Zdobyta w krótkim czasie popularność zaowocowała wydaniem przez Capletona kolejnych singli, w zgodzie z panującą na początku lat 90. w jamajskim dancehallu modą na utwory "slacknessowe" (czyli o tematyce zbliżonej do naszego disco polo). Większość z nich (te najbardziej znane to "Number One On The Look Good Chart" i "Lotion Man") została w roku 1991 wydana przez wytwórnię Jet Star Records w postaci składanki Gold: The Very Best of Capleton. Niewiele później, w listopadzie tego samego roku, nakładem VP Records ukazał się jego debiutancki album - Lotion Man.
Wkrótce jednak stosunek Capletona do muzyki zaczął ulegać zmianie pod wpływem głębokiej przemiany duchowej - zdecydował się zostać członkiem ruchu Rastafari (choć oficjalnie dołączył do odłamu Bobo Ashanti, sam twierdzi, iż czerpie nauki z różnych kręgów rasta, a wszystkie domy Rastafari są dla niego jednością). Jednocześnie porzucił w swoich utworach tematy związane tylko i wyłącznie z seksem czy też tzw. "gun lyrics", na rzecz natchnionego roots reggae i conscious ragga, opierając się o rastafariański przekaz. Już jego drugi album studyjny, wydany w roku 1993 Alms House, zawierał właśnie takie nagrania. To od tej pory bywa określany przydomkiem "The Prophet" (czyli Prorok) oraz "The Fireman" (ze względu na liczne odwołania do żywiołu ognia). Sam muzyk za swój ulubiony pseudonim uważa "King Shango", co w afrykańskim języku Yoruba oznacza "Lew Ognia".
Od tego czasu Capleton wydał jeszcze kilkanaście solowych płyt (z których największy sukces odniosły Prophecy (1995), I-Testament, More Fire (2000) i najnowszy krążek, wydany w 2010 roku I-Ternal Fire) oraz niemal dwadzieścia wspólnych albumów z innymi sławami sceny reggae/dancehall (m.in. z Sizzlą, Anthonym B, Turbulencem, Luciano i Juniorem Kellym).
23 listopada 2008 roku Capleton wystąpił w warszawskim klubie Proxima na swoim pierwszym koncercie w Polsce.

## Działalność charytatywna
Artysta hojnie wspiera finansowo lokalne społeczności na Jamajce, a zwłaszcza w swoim rodzinnym regionie Saint Mary. Przeznaczył 500 000 dolarów jamajskich na budowę poczekalni dla pacjentów w szpitalu w Annotto Bay, jest także fundatorem m.in. najnowszego aparatu rentgenowskiego dla szpitala w Port Maria oraz pracowni komputerowej dla liceum w Islington do którego sam uczęszczał; pomaga również w utrzymaniu miejscowych drużyn piłkarskich i netballowych.
Od 2001 roku corocznie organizuje w kompleksie sportowym Gray’s Inn w Annotto Bay koncert "A St. Mary Mi Come From", z którego cały dochód przeznaczony jest na cele charytatywne. Razem z nim występują wtedy jego przyjaciele ze sceny muzycznej, przede wszystkim ci także pochodzący z regionu Saint Mary, a więc m.in. Beres Hammond, Sizzla czy też Jah Mason.

## Kontrowersje
Capleton, podobnie jak wielu innych muzyków dancehallowych, w swoich tekstach niejednokrotnie wspomina o "paleniu gejów" (jak np. w "Bun Out Di Chi Chi"), co oczywiście wywołuje protesty środowisk i organizacji gejowskich. Sam muzyk podkreśla, że choć jako rastafarianin potępia styl życia gejów, to kontrowersyjne wyrażenia w jego piosenkach dotyczą "duchowego oczyszczenia", nie są zaś nawoływaniem do przemocy wobec homoseksualistów.
W maju 2007 roku wraz z Sizzlą oraz Beenie Manem podpisał pakt "The Reggae Compassionate Act", w którym zadeklarował, że zaprzestanie wykonywania kontrowersyjnych utworów, gdyż "w społeczności muzyków nie ma miejsca na jakąkolwiek nienawiść i uprzedzenia, włączając w to rasizm, przemoc, seksizm oraz homofobię". Podpisanie porozumienia było odpowiedzią na wymierzoną w grupę jamajskich artystów kampanię Stop Murder Music, prowadzoną przez brytyjską organizację Outrage! walczącą o prawa gejów.
Jednak jeszcze w tym samym roku podczas występów na Jamajce Capleton złamał umowę, wskutek czego Outrage! wznowiła swoją kampanię przeciw niemu ze zdwojoną siłą, doprowadzając do odwołania jego koncertów w Szwajcarii w roku 2008 oraz w USA w roku 2010.